# 新切爾沃內
49°37′59″N 38°17′45″E / 49.63306°N 38.29583°E

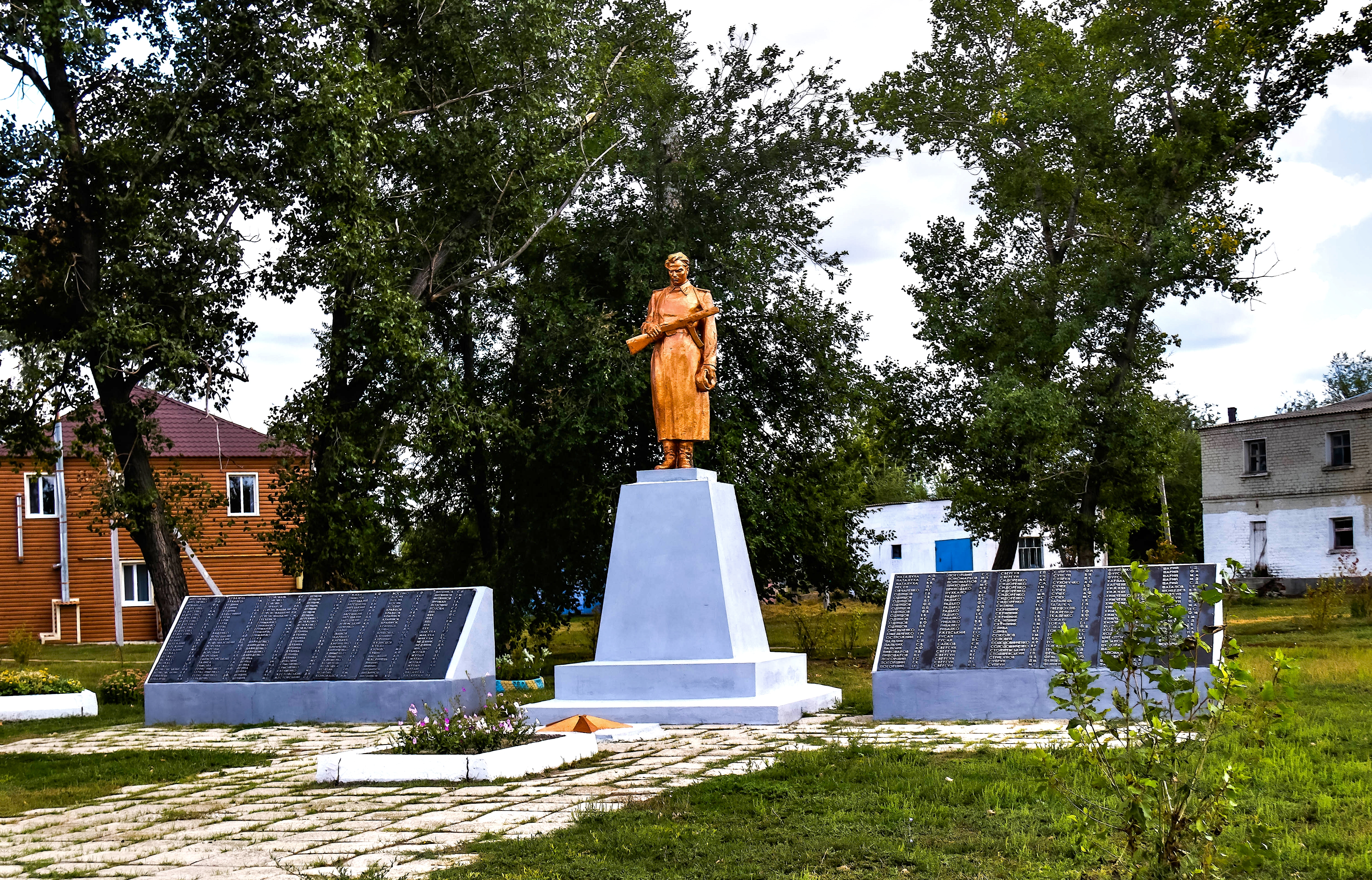
苏联烈士墓

新切爾沃內（烏克蘭語：Новочервоне）是位於烏克蘭東部的村莊，由盧甘斯克州斯瓦托韋區的下杜万卡市镇負責管轄。該村始建於1690年，面積1,000平方公里，海拔高度160米，2001年人口1,134，人口密度每平方公里1.13人。